# Urotherium
L'uroterio (gen. Urotherium) è un mammifero cingolato estinto, appartenente ai gliptodonti. Visse tra il Miocene superiore e il Pliocene superiore (circa 8 - 3 milioni di anni fa) e i suoi resti fossili sono stati ritrovati in Sudamerica.

## Descrizione
Questo animale, come tutti i gliptodonti, era dotato di una corazza dorsale robustissima, costituita da numerosi osteodermi fusi fra loro. Urotherium era caratterizzato da un "tubo" osseo caudale pressoché cilindrico, ottuso e ricoperto da piccole placche molto in rilievo, separate da solchi larghi e profondi. Un paio di placche laterali era a volte preceduto da altre placche poco differenziate. Le placche del carapace, invece, ricordavano nella forma quelle del genere Trachycalyptus, notevolmente rugose e fortemente punteggiate, con una figura centrale poco distinta anche se meno punteggiata rispetto alla zona periferica; rispetto a quelle di Trachycalyptus, tuttavia, le placche di Urotherium erano più spesse e bombate. Nella specie Urotherium simile, le placche avevano perduto le suture e richiamavano quelle del genere Neothoracophorus.

## Classificazione
Il genere Urotherium venne descritto per la prima volta nel 1926 da Castellanos, sulla base di resti fossili ritrovati in Argentina in terreni del Miocene superiore/Pliocene inferiore. La specie tipo è Urotherium simplex; un'altra specie, U. simile, è stata successivamente descritta dallo stesso Castellanos (1948), e a questo genere è stata ascritta anche U. interundatum, precedentemente descritta da Florentino Ameghino come appartenente a un altro genere di gliptodonti. La specie U. antiquus, invece, è stata variamente attribuita in seguito ai generi Neuryurus e Plohophorus.
Urotherium è un genere di gliptodonti di incerta collocazione sistematica, variamente attribuito ai gruppi Neuryurini, Hoplophorini e Lomaphorini. Attualmente si ritiene che possa essere il sister taxon del genere Neuryurus.